# 2006 год в науке
Ниже перечислены события, произошедшие в научной сфере в 2006 году:

## Январь
- в Антарктиде открыты подлёдные озёра«Советская» и «Озеро»
- 15 января — космический аппарат Стардаст доставил на Землю образцы кометного вещества кометы Вильда 2
- 19 января — с мыса Канаверал запущен космический аппарат «Новые горизонты» с целью изучения Плутона
- 25 января — методом гравитационного микролинзирования открыта внесолнечная планета OGLE-2005-BLG-390L b

## Февраль
- 13 февраля — Взрыв повторной новой RS Змееносца
- 21 февраля — космическим телескопом «Hubble» открыт астрономический объект неизвестного типа, получивший обозначение SCP 06F6

## Апрель
- 27 апреля — Открыт астероид 2006 HZ51

## Май
- май — опубликована расшифровка хромосом в рамках проекта «Геном человека»

## Июнь
- 21 июня — спутники Плутона Никта и Гидра получили собственные имена[1]

## Июль
- июль — запущен проект распределенных вычислений Spinhenge@home с целью исследования магнитных молекул[2]
- 12 июля — запуск первого коммерческого космического модуля Genesis 1 для орбитальной станции
- 17 июля — RECONS объявил об открытии 20 новых близлежащих звёзд находящихся на расстоянии 10 парсек от Земли

## Август
- 16 августа — обнаружены зоны ускоренного развития в человеческом геноме.
- 22 августа — в Белоруссии начались археологические раскопки по поиску следов неизвестного ранее города Казимир.
- 24 августа — Плутон лишён статуса планеты и причислен к карликовым планетам[3][4][5]

## Сентябрь
- 13 сентября — карликовой планете 2003 UB313 присвоено имя «Эрида»

### Новые виды животных
- Животные, описанные в 2006 году
- из бирманского янтаря (Мьянма, Меловой период, около 100 млн.лет) описана самая древняя ископаемая пчела †Melittosphex burmensis из нового семейства Melittosphecidae

## Скончались
- 28 февраля — Ивери Варламович Прангишвили, советский грузинский учёный в области теории процессов и систем управления, информатики и вычислительной техники.
- 10 мая — Александр Зиновьев, выдающийся русский логик, социолог и писатель.
- 31 мая — Раймонд Дэвис, американский химик, лауреат Нобелевской премии по физике в 2002 г. «за создание нейтринной астрономии»
- 4 сентября — Стивен Роберт Ирвин, австралийский натуралист, тележурналист и автор многочисленных фильмов о живой природе.
- 9 октября — Михаил Михайлович Шульц, выдающийся физикохимик, академик АН СССР (1979, с 1991 — РАН), художник.

## Награды
- Нобелевская премия:
  - Физика: Джордж Смут и Джон Кромвелл Мазер — «за открытие анизотропии и чёрнотельной структуры энергетического спектра космического фонового излучения».
  - Химия: Роджер Корнберг — «за исследование механизма копирования клетками генетической информации».
  - Физиология и медицина: Крейг Мелло и Эндрю Файер — «за открытие РНК-интерференции — эффекта гашения активности определённых генов».

- Большая золотая медаль имени М. В. Ломоносова[6]
  - Николай Павлович Лаверов — за выдающийся вклад в решение минерально-сырьевых проблем России.
  - Родни Чарльз Юинг[англ.] — за выдающиеся достижения в изучении радиационных воздействий на минералы.

- Другие награды РАН
  - Премия имени Г. В. Плеханова — Мариэтта Тиграновна Степанянц — доктор философских наук — за серию работ «Восточная философия», «Мир Востока. Философия: прошлое, настоящее, будущее», «Универсалии восточных культур», «Философские аспекты суфизма», «Реконструкция религиозной мысли в исламе»[7].

- Премия Бальцана
  - В области наблюдательной астрономии и астрофизики — Эндрю Ланге и Паоло де Бернардис.
  - В области молекулярной генетики растений — Эллиот Мейровиц и Кристофер Сомервилл.
  - История западной музыки после 1600 года: Людвиг Финшер (Германия).
  - История и теория политической мысли: Квентин Скиннер (Великобритания).

- Премия Тьюринга
  - Френсис Э. Аллен — «за новаторский вклад в теорию и практику оптимизации компьютерных программ, послуживший основой для современных оптимизирующих компиляторов и автоматическому распараллеливанию программ».

- Филдсовская премия
  - Григорий Яковлевич Перельман (Россия) — «за доказательство гипотезы Пуанкаре».
  - Венделин Вернер (Франция) — «за вклад в изучение стохастической эволюции Лёвнера, геометрии двумерного броуновского движения и конформной теории поля».
  - Теренс Тао (США).
  - Андрей Юрьевич Окуньков (Россия, США) — «за достижения, соединяющие теорию вероятностей, теорию представлений и алгебраическую геометрию».

- Абелевская премия
  - Леннарт Карлесон (Королевский технологический институт, Швеция) — «за глубокий и основополагающий вклад в гармонический анализ и теорию гладких динамических систем».

- Международная премия по биологии
  - Serge Daan — хронобиология.